# Kim Jung-hwa
Kim Jung-hwa (en hangul, 김정화; hanja: 金晶和; n.9 de septiembre de 1983-) es una actriz surcoreana. 

## Vida personal
Estudió en la Universidad de Mujeres Dongduk.
Contrajo matrimonio con el compositor de música cristiana contemporánea y misionero Yoo Eun-sung el 24 de agosto de 2013. Dio a luz a su primer hijo, Yoo Hwa, el 14 de junio de 2014 en Atlanta, Georgia y a su segundo hijo Yoo Byul en 2016.

## Carrera
Es miembro de la agencia SALT Entertainment.
Saltó a la fama en el 2002 con el sitcom Nonstop 3, y desde entonces ha protagonizado series como 1% of Anything (2003) y Snow White: Taste Sweet Love (2004), así como las películas Spy Girl (2004) y The Elephant on the Bike (2007).
En marzo del 2020 se anunció que se había unido al elenco de la serie Outing donde dará vida a Oh Min-joo.

## Filmografía

### Series de televisión
| Año       | Título                                          | Papel                     | Red         | Notas                |
| --------- | ----------------------------------------------- | ------------------------- | ----------- | -------------------- |
| 2001-2002 | New Nonstop                                     | Kim Jung-hwa              | MBC         |                      |
| 2002      | Glass Slippers                                  | Park Yeon-woong           | SBS         |                      |
| 2002-2003 | Nonstop 3                                       | Kim Jung-hwa              | MBC         |                      |
| 2003      | Into the Sun                                    | Lee Soo-jin               | SBS         |                      |
| 2003      | 1% of Anything                                  | Kim Da-hyun               | MBC         |                      |
| 2004      | Nonstop 4                                       |                           | MBC         | (cameo, episodio 78) |
| 2004      | Snow White: Taste Sweet Love                    | Ma Young-hee              | KBS2        |                      |
| 2004      | Drama City "Massage"                            | Eun Hee-sung              | KBS2        |                      |
| 2004      | Span Drama - "A Very Special Flavored Lemonade" |                           | MBC         | cameo                |
| 2005      | Three-Leaf Clover                               | Park Yeon-hee             | SBS         |                      |
| 2007      | War of Money                                    | Lee Cha-yeon              | SBS         |                      |
| 2007      | The Devil That Pours Red Wine                   | Min Soo-yeon              | MBC Every 1 |                      |
| 2008      | Before and After: Plastic Surgery Clinic        | reportera                 | MBC         | (cameo, episodio 1)  |
| 2008      | Things We Do That We Know - We Will Regret      | Kim In-ah                 | KBS2        |                      |
| 2008      | Night After Night                               | Wang Joo-hyun             | MBC         |                      |
| 2008-2009 | The Kingdom of the Winds                        | Princesa Yi-ji            | KBS2        |                      |
| 2009      | Good Job, Good Job                              | Na Mi-ra                  | MBC         |                      |
| 2010      | Life Is Beautiful                               | Woo Geum-ji               | SBS         |                      |
| 2011-2012 | Gwanggaeto, The Great Conqueror                 | Seol Ji                   | KBS1        |                      |
| 2012      | Ugly Cake                                       | Kim Joo-hee               | MBC         |                      |
| 2013      | She Is Wow!                                     | Actriz                    | tvN         | (cameo, episodio 3)  |
| 2013      | Dating Agency: Cyrano                           | Yoon Yi-seol              | tvN         |                      |
| 2015      | D-Day                                           | Eun So-yul                | jTBC        |                      |
| 2017      | Children of the 20th Century                    | Sa Ho-sung / Lee Soo-hyun |             | (invitada)           |
| 2018      | Dear My Room                                    | Shim Eun-jung             |             |                      |
| 2019      | Confession                                      | Jenny Song / Song Jae-in  |             |                      |
| 2019      | Hot Stove League                                | Yoo Jung-in               |             |                      |
| 2020      | Eccentric! Chef Moon                            | Yoo Hyo-myung             |             | (Ep.1-2, 4,10,14,16) |
| 2020      | Oh, mi bebé                                     | Jung In-ah                |             | (Ep.2)               |
| 2020      | Mothers (Outing)                                | Oh Min-joo                | tvN         |                      |
| 2021      | Mine                                            | Suzy Choi                 | tvN         |                      |
| 2021      | The Second Husband                              | Choi Eun-gyeol            | MBC TV      |                      |
| 2022      | Good Job                                        |                           | ENA         | Aparición especial.  |

### Películas
| Año  | Título                                 | Papel                     |
| ---- | -------------------------------------- | ------------------------- |
| 2004 | Spy Girl                               | Park Hyo-jin/Rim Kye-soon |
| 2006 | No Regret                              | Shim Hyun-woo (cameo)     |
| 2007 | The Elephant on the Bike               | Ji Ha-kyung               |
| 2008 | Dooly and Me (short film)              | Soon-ok                   |
| 2010 | Tokyo Taxi                             | azafata (cameo)           |
| 2010 | Read My Lips                           | Jung-hwa                  |
| 2010 | Star of Hope: Ikhwezi Le Themba        | Documental                |
| 2012 | Solid but Fluid (3D short film)        | Jin-young                 |
| 2016 | Seondal: The Man Who Sells the River   |                           |
| 2018 | Detective K: Secret of the Living Dead |                           |